# Соколы (партизанский отряд)
«Соколы» (бел. «Сокалы») — советский партизанский разведывательно-диверсионный отряд особого назначения, действовавший с октября 1942 по 1944 год на территории Барановичской области временно оккупированной гитлеровцами Белорусской ССР.

## История
В октябре 1942 года в тыл врага в Беловежскую пущу для создания партизанского отряда особого назначения
начальником IV управления НКГБ СССР П. Судоплатовым был заброшен К. П. Орловский в качестве командира разведывательно-диверсионной группы. Знание местной обстановки и наличие там довоенной агентуры облегчило его работу. За два месяца Орловскому со своим маленьким отрядом в 10 человек удалось восстановить старую агентурную сеть и дополнить её подпольщиками в крупных районных центрах: Барановичах, Ляховичах, Пинске, Несвиже, Клецке, Ганцевичах. Отряд Орловского разместился в лесу на участке лесника Василия Халецкого, который в гражданскую войну служил в Красной армии, а после заключения Рижского мира (1921) вернулся в родные места уже на территории Польши. Спецотряд (НКГБ) Орловского непрерывно пополнялся местными жителями и вскоре насчитывал 75 человек.
Руководимый им отряд «Соколы», провёл ряд успешных операций по уничтожению промышленных объектов и воинских эшелонов врага.
Действия народных мстителей встречали горячую поддержку населения временно оккупированных фашистами районов, поэтому ряды партизан постоянно пополнялись, и в 1943 году отряд «Соколы» насчитывал более 350 бойцов.
17-18 февраля 1943 года отряд из 12 бойцов-десантников, в том числе, испанец Хусто Лопес, под командованием Орловского К. П. на одной из дорог Барановичской области в Машуковских лесах совершил атаку на конвой Генерального комиссара Белоруссии Вильгельма Кубе, захватив важные документы и оружие; в результате налёта были убиты гаупткомиссар Фридрих Фенц, обергруппенфюрер СС Захариус, 8 эсэсовских офицеров, 2 коменданта полиции и почти вся их охрана.
Отряд Орловского потерь не понес; сам Орловский был тяжело ранен. У него были ампутированы правая рука по плечо, на левой — 4 пальца и поврежден слуховой нерв на 50-60 % (ампутацию проводил партизанский врач без наркоза обычной ножовкой по металлу). После выздоровления Орловский продолжил командовать отрядом.
Командир отряда «Соколы» отвечал не только за многообразную деятельность своего отряда. Руководство из Москвы поручало ему оказывать действенную помощь другим разведывательным отрядам, группам, отдельным разведчикам. Для того чтобы лучше выполнять эти задачи, Орловский, ещё не вполне оправившийся от тяжёлого ранения, приступил к реорганизации своего значительно выросшего отряда. Среди вновь вступивших в него были жители ближайших деревень Голынь, Машуки, Лисково, Синявка и других. Бойцами отряда стали и воины Красной армии, попавшие в окружение. Пришли в него и чудом спасшиеся от массового расстрела барановичские евреи.
Отряд насчитывал более двухсот бойцов и командиров. Для того чтобы действовать более маневренно и охватывать своими операциями бо́льшую территорию, Орловский отделил от отряда «Соколы» отряд им. Кирова, командиром которого был назначен лейтенант М. П. Ботин. Этот отряд действовал в Бытенском и Ляховичском районах. «Соколы» тоже разделились на две группы: часть бойцов осталась на прежней базе, в Машуковском
лесу, остальные перебрались к небольшому лесному озеру Качайло, в восьми километрах севернее Выгоновского озера.
На этой базе, отдаленной от магистралей, менее подверженной риску внезапного нападения, находились основные запасы боеприпасов и продовольствия. База возле озера Качайло была более удобной для приема людей из Москвы, а для разведывательной и диверсионной работы, как считал командир Орловский, база в Машуковском лесу. Кроме того, по заданию Орловского в глухих лесных местах оборудовали еще восемь запасных баз.
В конце мая 1943 года Центр радировал Орловскому: "На базу «Соколы» скоро направляем спецгруппу «Вест» во главе с «Лесковым». Помогите ему советом и выделите группу бойцов для сопровождения группы «Вест». Ей предстояло пробраться далеко на Запад — в Белостокскую область, в Польшу и заниматься там разведывательной работой.
1 июля 1943 года командир отряда «Соколы» направил в Центр рапорт с просьбой присвоить очередные воинские звания наиболее отличившимся бойцам и командирам отряда. Помимо всего прочего, это свидетельствовало о его большой заботе о своих подчиненных. Бойцы ценили такое отношение и души не чаяли в своем командире. 12 июля 1943 года Центр сообщил, что «Роману» (псевдоним Орловского) присвоено звание подполковника государственной безопасности.
Бойцами отряда «Соколы» был налажен и выпуск листовок с сообщениями Совинформбюро. Во многих деревнях из рук в руки бережно передавались листки с долгожданной новостью. Есть все основания говорить о том, что
К. П. Орловский был одним из талантливейших партизанских пропагандистов.
Против отряда «Соколы» была брошена агентура гитлеровцев. Однако благодаря слаженно организованной работе разведчиков партизаны заранее узнавали о планах гитлеровцев. Мастер внезапных нападений, неожиданных ударов и засад, Орловский постоянно опережал противника, организовывая ему «горячие» встречи в самых
неожиданных местах.
Одну за другой проводили гитлеровцы карательные операции против партизан и местного населения.
Особенно большие надежды возлагали оккупанты на операцию против барановичских партизан под кодовым названием «Герман», которую запланировали на лето 1943 года. Она готовилась в строгой тайне.
В ней должны были принимать участие десятки тысяч солдат и офицеров эсэсовской части, у которых на вооружении были самолеты, танки, артиллерия. Против партизан гитлеровцы намерены были бросить отборный отряд карателей-эсэсовцев из батальона Дирлевангера. Планы врага провалились.
Партизанский отряд «Соколы» вёл настоящую рельсовую войну против гитлеровских оккупантов. В Центр
сообщалось о количестве пущенных под откос бойцами отряда «Соколы» паровозов и вагонов, о взрывах рельсов, о прекращении движения на сутки и более на железнодорожной линии Барановичи — Лунинец, об уничтожении телеграфно-телефонной связи на участке протяженностью 1300 метров (провода унесены).
После телеграммы начальника Центрального штаба партизанского движения П. К. Пономаренко, адресованной всем командирам и комиссарам партизанских отрядов и бригад (30 июля 1943 года) с совершенно секретным приказом
«О партизанской рельсовой войне на коммуникациях врага», почти весь отряд «Соколы» вышел на заранее отведенный для него участок дороги. Всем нашлось дело. Одни взрывали рельсы, другие отвинчивали их от шпал, третьи относили рельсы подальше от дороги и топили в болоте. Рядом этим же занимались соседние
отряды.
Командир отряда «Соколы» не только отдавал приказы своим подчиненным, но и служил им примером в суровых, тяжелых буднях партизанской борьбы, передавал своим бойцам заряд бодрости и оптимизма.
В августе 1943 он был отозван в Москву, где в сентябре 1943 ему было присвоено звание Героя Советского Союза.